# Dan Hamhuis
Daniel Hamhuis, detto Dan (Toronto, 13 dicembre 1982), è un hockeista su ghiaccio canadese.
Ha vinto la medaglia d'oro olimpica nell'hockey su ghiaccio alle Olimpiadi invernali 2014 tenutesi a Soči (Russia), trionfando con la sua nazionale nel torneo maschile.
Nelle sue partecipazioni ai campionati mondiali di hockey su ghiaccio ha conquistato due medaglie d'oro (2007 e 2015) e due medaglie d'argento (2008 e 2009).
Inoltre ha ottenuto una medaglia d'argento (2002) e una medaglia di bronzo (2001) ai mondiali Under-20.
Per quanto riguarda la sua carriera di club, ha militato, tra le altre squadre, con i Milwaukee Admirals (2002-2003 e 2004-2005), con i Nashville Predators (2003-2004 e 2005-2010) e con i Vancouver Canucks (2010-in corso).